# Olympische Jugend-Sommerspiele 2014/Unabhängige Teilnehmer
| Gelbes Symbol für Goldmedaillen mit stilisierten Olympischen Ringen | Graues Symbol für Silbermedaillen mit stilisierten Olympischen Ringen | Braundes Symbol für Bronzemedaillen mit stilisierten Olympischen Ringen |
| ------------------------------------------------------------------- | --------------------------------------------------------------------- | ----------------------------------------------------------------------- |
| —                                                                   | —                                                                     | —                                                                       |

Bei den II. Olympischen Jugend-Sommerspielen vom 16. bis 28. August 2014 in Nanjing (Volksrepublik China) trat eine unabhängige Athletin aus dem Südsudan an. Da dieser Staat, welcher 2011 unabhängig wurde, noch kein eigenes IOC aufweisen konnte, trat die Leichtathletin Margret Hassan unter der olympischen Fahne an. Sie konnte keine Medaille gewinnen.

## Athleten nach Sportarten

### Leichtathletik
Mädchen
- Margret Hassan
400 m: 19. Platz